# Principado de Waldeck
O Condado de Waldeck, (mais tarde Principado de Waldeck e Principado de Waldeck e Pyrmont) , foi um principado soberano no Império Alemão e da Confederação Germânica, além de ter sido parte, como estado até 1929, da República de Weimar. Em 1921, Pyrmont foi incorporado à Prússia; O restante Estado Livre de Waldeck foi dissolvido em 1929 ao ser incorporado à província prussiana de Hesse-Nassau. Era composta por territórios na atual Hesse e Baixa Saxônia (Alemanha). No mapa, o pequeno ponto vermelho do norte é Pyrmont e as terras do sul em vermelho são Waldeck.

## História

Brasão de Armas do condado de Waldeck (1349-1712)

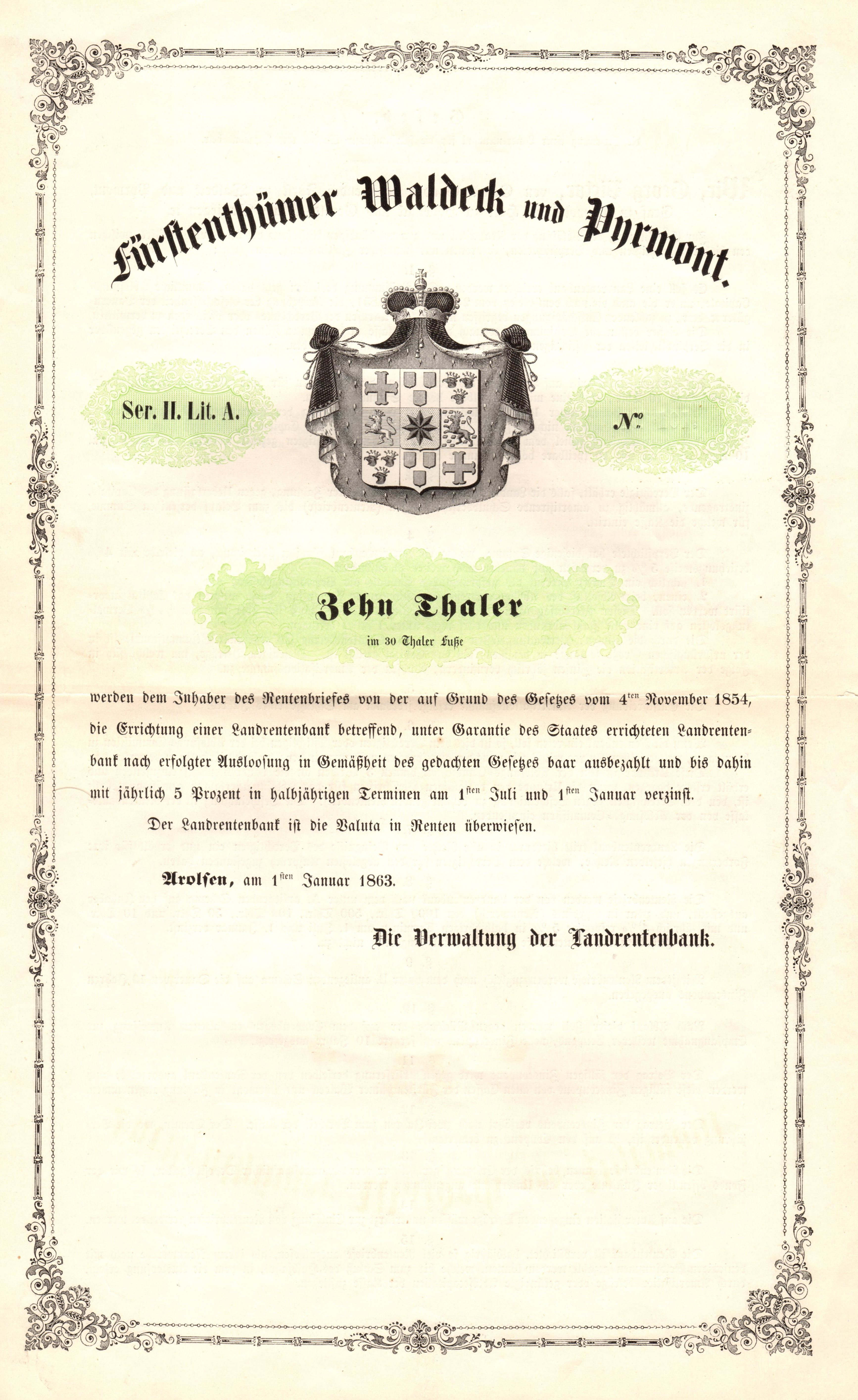
Obrigação do estado do Principado de Waldeck e Pyrmont, emitido a 1 de Janeiro de 1863

Waldeck foi um condado dentro do Sacro Império Romano-Germânico a partir de 1200. Os seus condes incluíram Adolfo II de Waldeck de 1270 a 1276. Em 1655,  a residência principal dos seus governantes deslocou-se do castelo e da cidade pequena de Waldeck, com uma bela vista para o vale do rio Eder e mencionado pela primeira vez em 1120, para Arolsen. Em 1625, o pequeno condado de Pyrmont tornou-se parte do condado através de herança. Em Janeiro de 1712, o conde de Waldeck e Pyrmont foi elevado a príncipe por Carlos VI do Sacro Império Romano-Germânico. Por um breve período, de 1805 a 1812, Pyrmont foi um principado separado como resultado de herança e repartição após a morte do príncipe anterior, mas as duas partes foram unidas novamente em 1812. A independência do principado foi confirmada em 1815 pela Congresso de Viena, e Waldeck e Pyrmont tornaram-se membros da Confederação Alemã. A partir de 1868, o principado foi administrado pela Prússia, mas manteve sua soberania legislativa. A administração prussiana serviu para reduzir os custos administrativos do pequeno estado e foi baseada num contrato de dez anos que foi repetidamente renovado até Waldeck ter sido formalmente absorvido pela Prússia em 1929. Em 1871, o principado tornou-se um estado constituinte do novo Império Alemão.
Em 1905, Waldeck e Pyrmont tinham uma área de 1121 km² e uma população de 59 mil habitantes.
No final da Primeira Guerra Mundial e durante a Revolução Alemã, resultando na queda de todas as monarquias alemãs, o príncipe abdicou e Waldeck e Pyrmont tornaram-se num estado livre dentro da República de Weimar.
A casa principesca de Waldeck e Pyrmont está intimamente relacionada com a família real da Holanda. O último príncipe governante, Frederico, era o irmão da Rainha consorte Emma, da Holanda.

## Galeria de Castelos

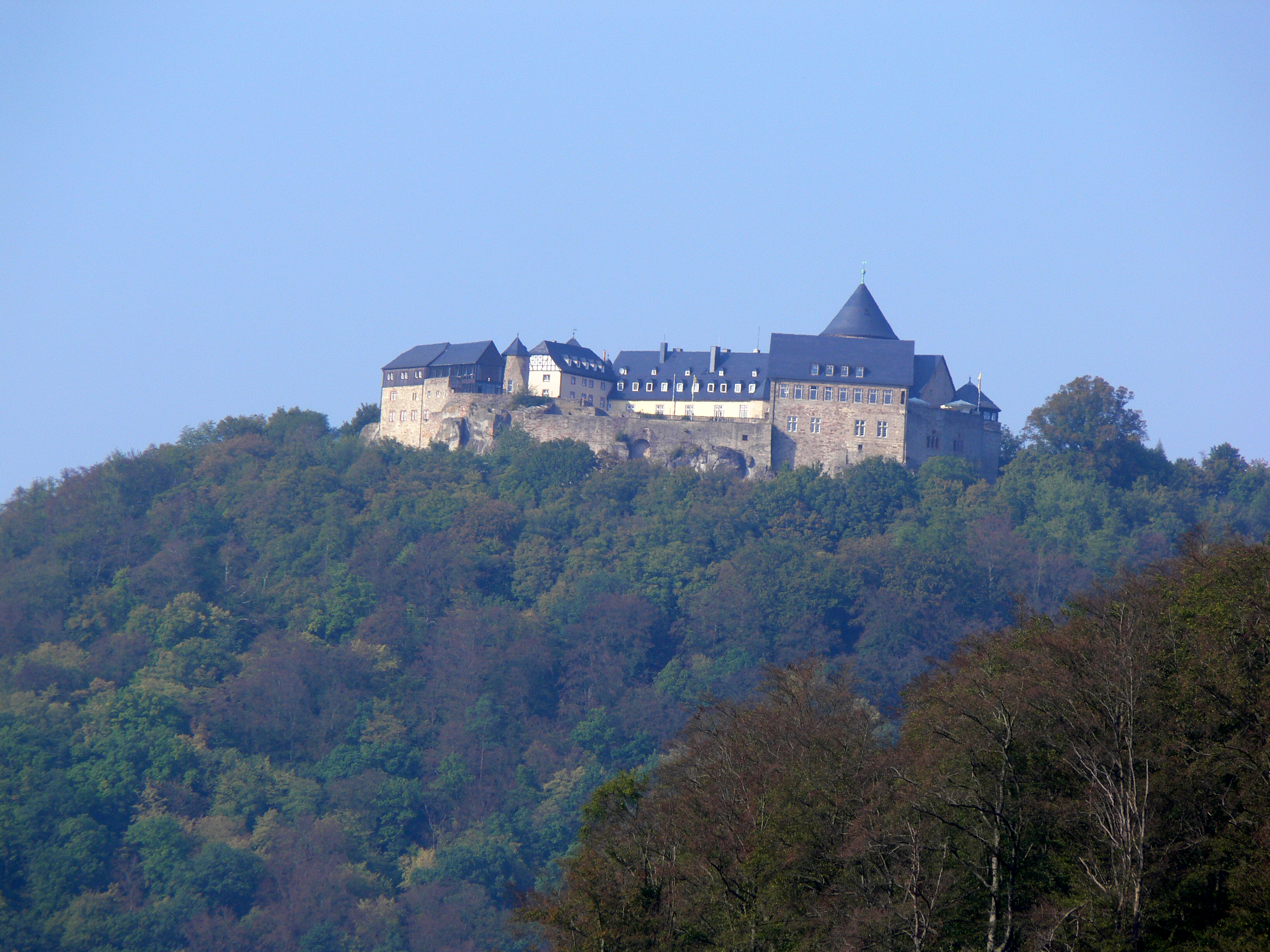
Castelo de Waldeck
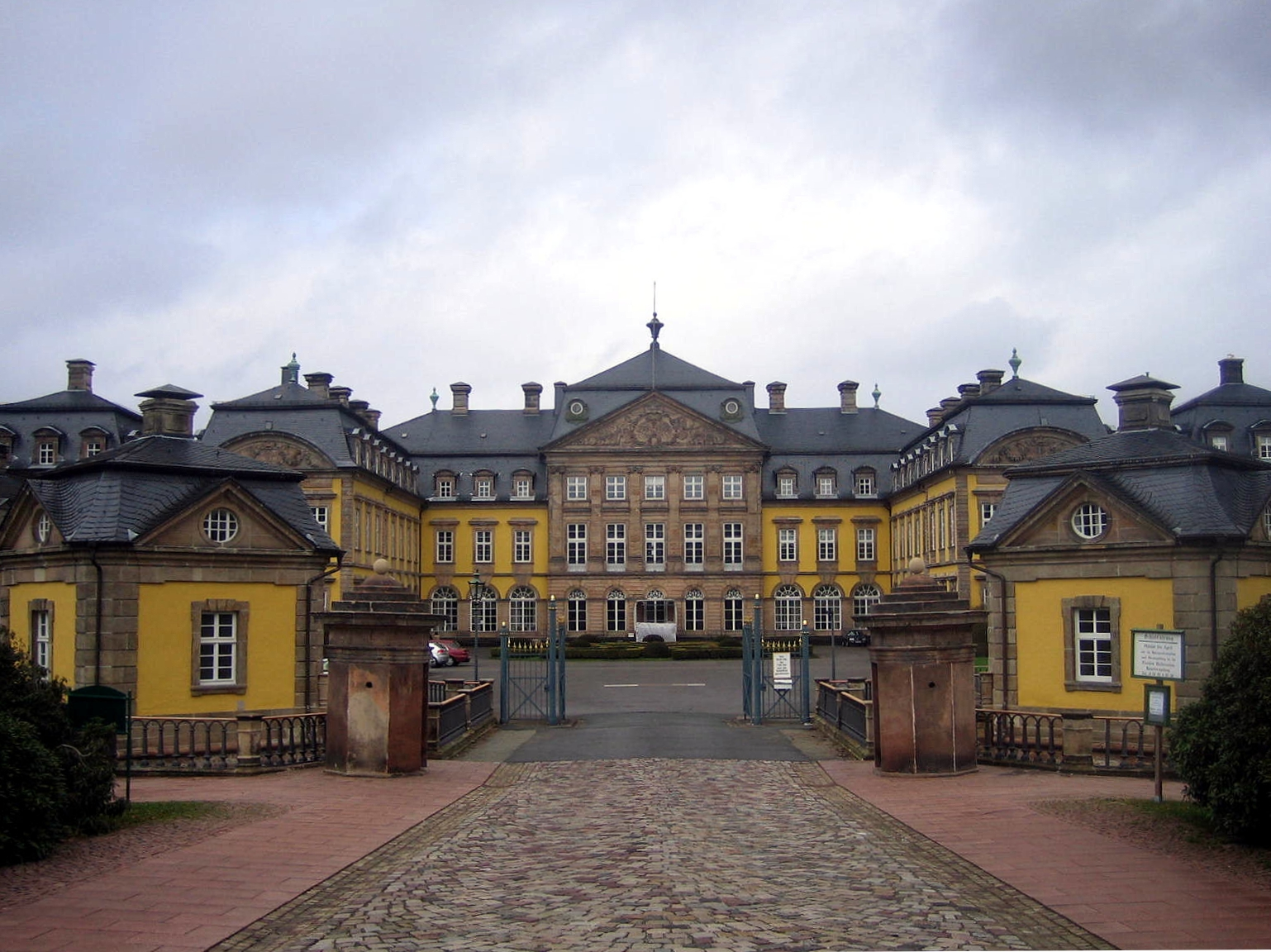
Castelo de Arolsen
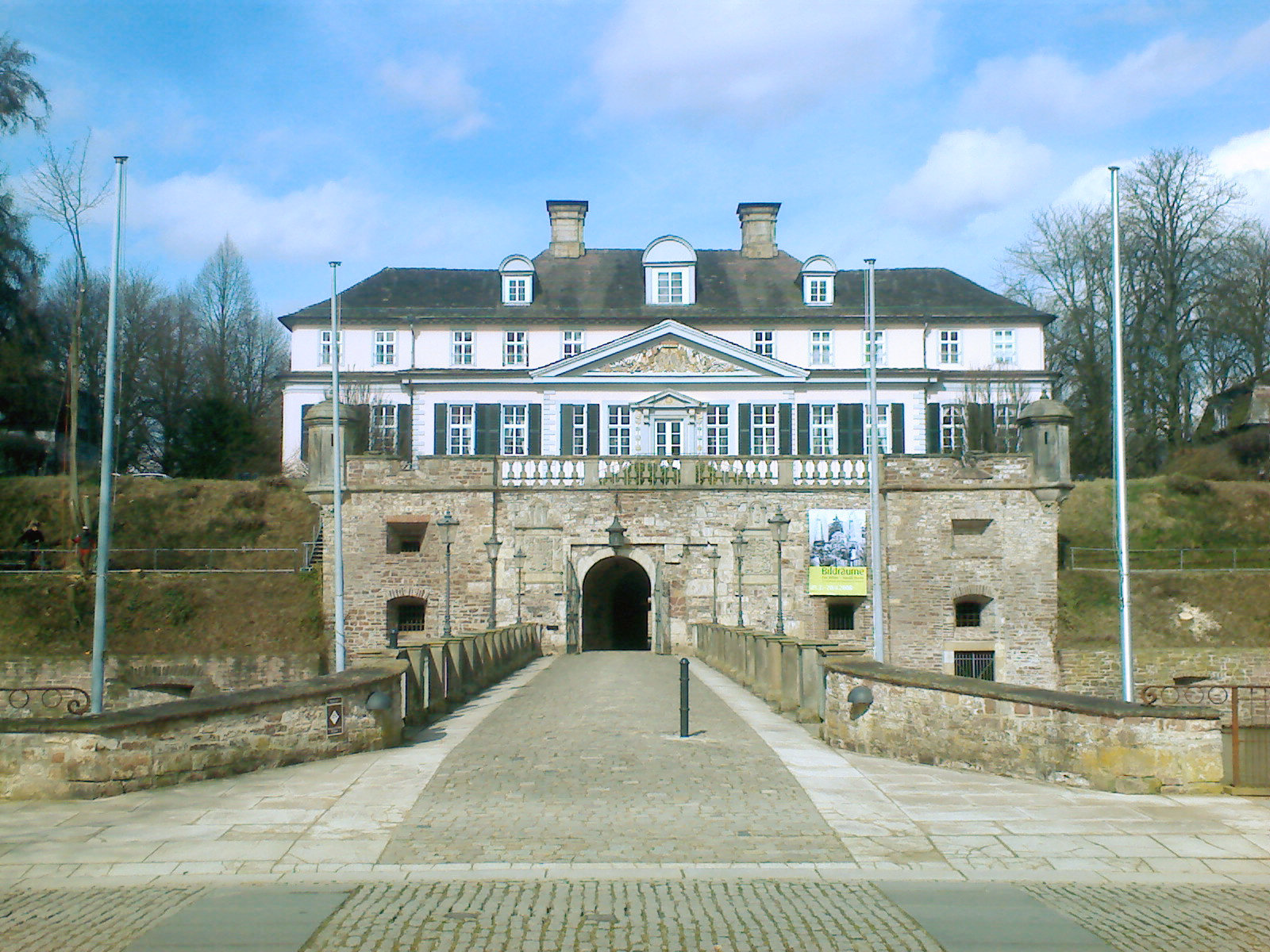
Castelo de Pyrmont
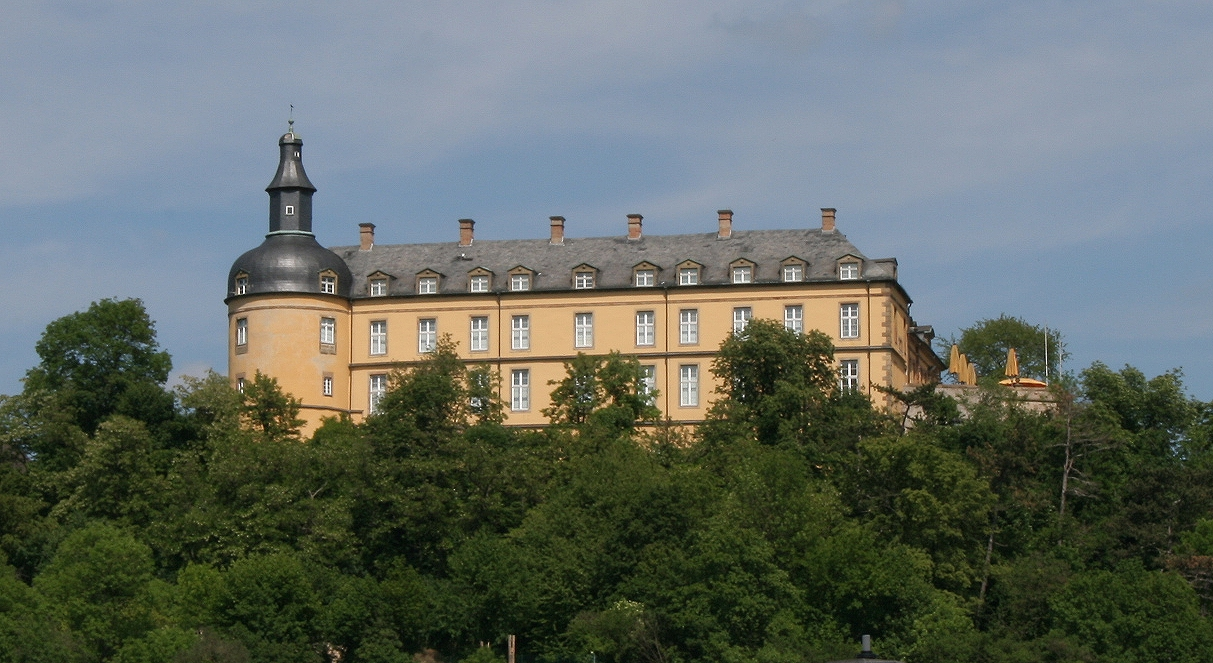
Castelo Friedrichstein em Bad Wildungen
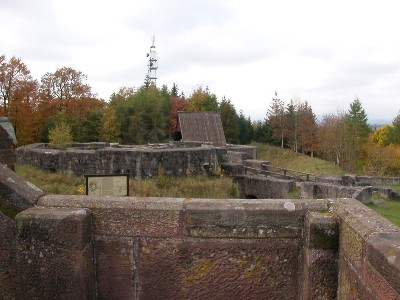
Castelo Eisenberg (Ruinas), perto de Korbach
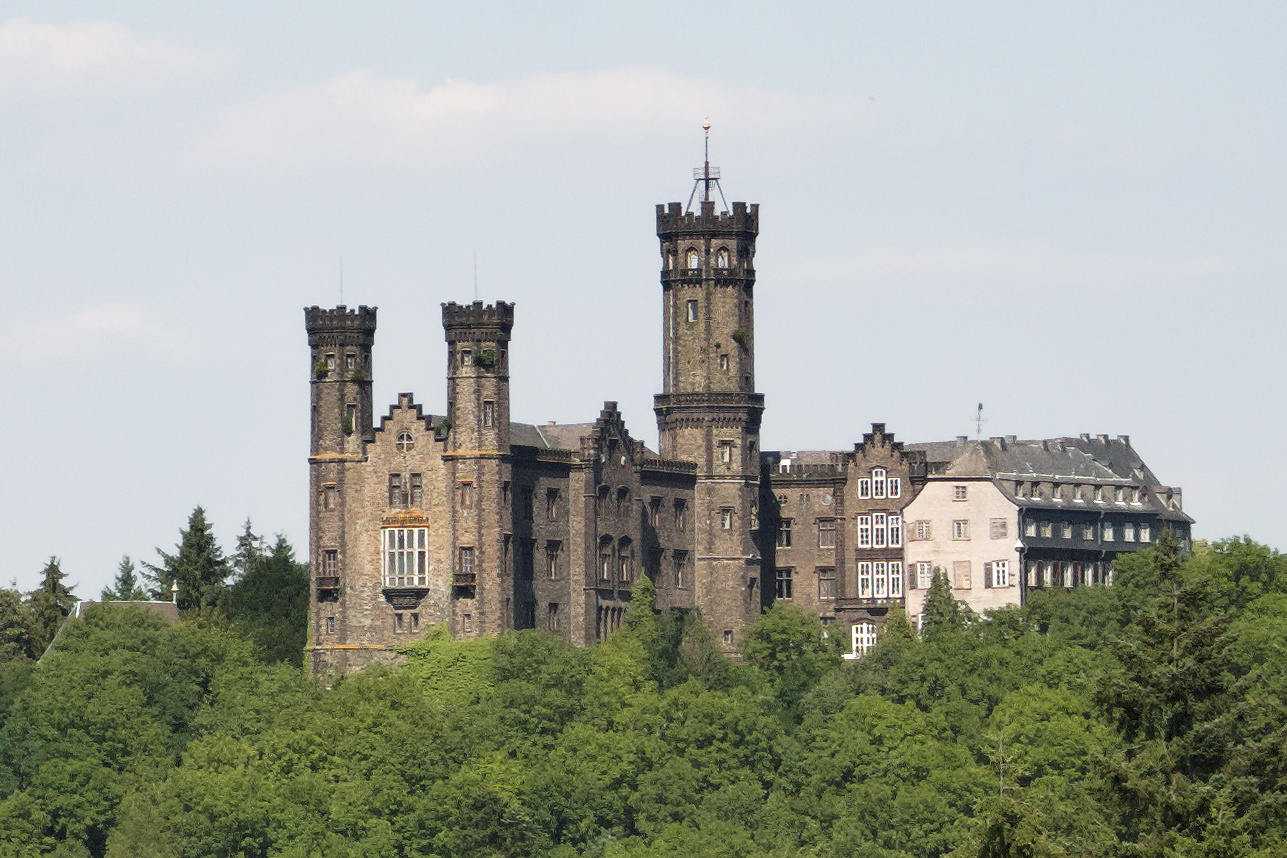
Castelo de Schaumburg

## Governantes de Waldeck e Pyrmont

### Príncipes Reinantes
- 1712–1728: Frederico António Ulrico (1676-1728); elevado em 1712 para principe herdeiro pelo Imperador Carlos VI
  - 1728–1763: Carlos Augusto (1704-1763)
    - 1763–1812: Frederico Carlos Augusto (1743-1812)
    - 1812–1813: Jorge I (1747-1813)
      - 1813–1845: Jorge II (1789-1845)
        - 1845–1893: Jorge Vítor (1831-1893)
          - 1893–1918: Frederico (1865-1946); abdicou em 1918, irmão da Rainha Emma da Holanda

## Militarmente
Waldeck constituiu um batalhão de infantaria em 1681, mas, durante grande parte da história subseqüente que antecedeu as guerras napoleônicas, os militares de Waldeck geralmente serviram como "mercenários" (efetivamente alugados pelos governantes de Waldeck) ao serviço estrangeiro. Tal foi a exigência que o único batalhão se tornou em dois em 1740 (o 1º Regimento), três batalhões em 1744, quatro em 1767 (formando um 2º Regimento) e em 1776 um terceiro regimento (5º e 6º Batalhões) foi criado. Mais notavelmente, o serviço estrangeiro foi com os holandeses (1º e 2º regimentos) e inglês (o 3º regimento) - o último a usá-los para suprimir rebeliões nas colônias. O 3º Regimento Waldeck serviu durante a Guerra da Independência Americana, onde eram conhecidos como "Hessianos", termo usado durante esse conflito para todos os alemães. O regimento foi capturado pelos americanos e apenas um pequeno número regressou à Alemanha, onde alguns fizeram parte de um recém-criado 5º Batalhão (1784).
Na época da conquista da Alemanha por Napoleão, os Regimentos Waldeck ao serviço dos holandeses tinham sido dissolvidos quando, tal como a República da Batavia, a Holanda foi transformada num reino governado pelo irmão de Napoleão, Louis. Reduzida para uma força de batalhão, eles formaram os 3º batalhões dos 1º e 2º Regimentos de Infantaria do Reino da Holanda. O 5º Batalhão foi dissolvido, e Waldeck foi obrigado a fornecer duas companhias ao II Batalhão, 6º Regimento da Confederação Alemã (Confederação do Reno) (juntamente com duas companhias de Reuss), que estava ao serviço do Império Francês. Tal como acontecia com toda a infantaria francesa, eram referidos como Fuzileiros. Serviram principalmente na Guerra Peninsular contra o Duque de Wellington. Em 1812, o 6º Regimento da Confederação foi reformado, com três companhias de Waldeck e outra de Reuß novamente a formarem o II Batalhão. No momento da queda do Império Francês em 1814, os batalhões ao serviço dos holandeses haviam desaparecido, mas Waldeck forneceu três companhias de infantaria e uma Jäger à recém-criada Confederação Germânica.

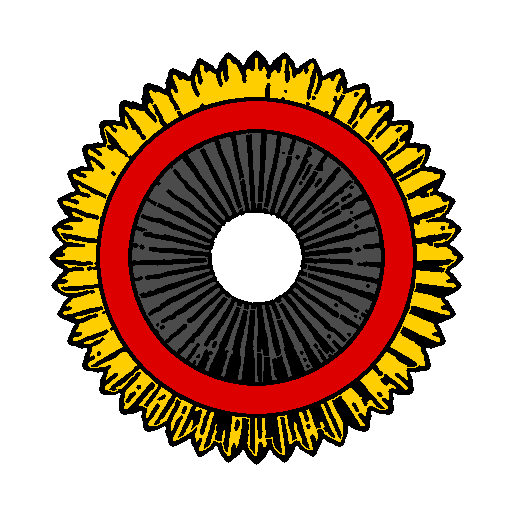
Ornamento de Waldeck usado no Pickelhaube

Em 1866, o contingente Waldeck foi denominado Fürstlisches Waldecksches Füselier-Bataillon e, na Guerra Austro-Prussiana daquele ano, Waldeck (já numa convenção militar com a Prússia desde 1862) aliou-se aos prussianos; No entanto, o Batalhão não viu nenhuma ação. Juntando-se à Confederação da Alemanha do Norte depois de 1867, sob a liderança prussiana, o Batalhão Waldeck Fuzileiro tornou-se o III Batalhão (Fuzileiro) do Regimento de Infantaria Prussiano von Wittich (3º Eleitoral Hessiano) nº 83 e, como tal, permaneceu até 1918. A posição de Regimental 'Chef' (um título honorário) foi detido pelo Príncipe de Waldeck e Pyrmont.
Ao contrário de Hesse-Darmstadt, Hesse-Kassel (ou Hesse-Cassel), não manteve distinções para diferenciá-los do Prussiano. No entanto, aos militares de Waldeck era permitido a distinção de transportar o ornamento de Waldeck no Pickelhaube. O batalhão Waldeck funcionou como guarnição em várias ocasiões, em Arolsen / Mengeringhausen / Helsen, Bad Wildungen, Bad Pyrmont e Warburg.
O regimento viu ação na Guerra Franco-Prussiana de 1870 (onde adquiriu a alcunha de Regimento Das Eiserne), e durante a Primeira Guerra Mundial - como parte da 22ª Divisão - lutou principalmente na Frente Oriental.